# Верхотурье (подводная лодка)
К-51 «Верхоту́рье» — советский и российский атомный ракетный подводный крейсер стратегического назначения проекта 667БДРМ «Дельфин» (Delta-IV в терминологии НАТО). С 1985 года входит в состав 13-й, затем 31-й дивизии подводных лодок Северного флота. Порт приписки — Гаджиево. В 1999 году назван в честь города Верхотурье. 

## История
Корабль был заложен 23 февраля 1981 года на «Севмаше» в Северодвинске под почётным наименованием «Имени XXVI съезда КПСС», заводской номер — 379. 21 мая 1981 года зачислен в списки кораблей ВМФ СССР, 7 марта 1984 года спущен на воду, 28 декабря корабль был принят в состав ВМФ приказом командования, а 30 декабря 1984 года состоялась церемония поднятия Военно-морского флага и входа лодки в состав ВМФ. Этот день объявлен ежегодным праздником корабля. В 1985—1986 годах на базе подводного крейсера К-51 осуществлялись испытания ракетного комплекса Д-9РМ с ракетами Р-29РМ. Ракетный комплекс принят на вооружение в 1986 году. Первые ракетные пуски состоялись 29 и 30 октября 1984 года в Белом море. К-51 стал головным кораблём в серии из семи подводных крейсеров этого типа, построенных с 1981 по 1992 год.

### Боевые службы
- В июне 1985 года лодка с первым экипажем выполнила задачи боевой службы в широтах до 82° с. ш. В частности, производились испытания ракетного комплекса.
- 28 августа — 28 сентября 1986 года выполнила задачи боевой службы в широтах до 87° с. ш. Производились испытания навигационного комплекса «Шлюз».
- 2 сентября — 29 сентября 1987 года совершила поход в Арктику с боевыми ракетами на борту. При этом 15 сентября 1987 г. К-51 выполнил всплытие в точке Северного полюса, а 17 сентября под контролем разработчиков выполнил надводные испытательные пуски БР.
- Первое боевое дежурство (у пирса) и последующий выход на боевую службу с первым экипажем прошли в феврале — апреле 1989 г.
- Осенью-зимой 1990 года со вторым экипажем выполнила задачи боевой службы.
- Летом 1991 года со вторым экипажем выполнила задачи боевой службы.
- Весной 2003 года выполнила задачи боевой службы с первым экипажем К-117, командир — С. В. Рачук.
- Летом-осенью 2006 года участвовала в учениях, выполнила задачи боевой службы.
- 12 декабря 2015 года, находясь в Баренцевом море, запустила баллистическую ракету «Синева» по полигону Кура[1].

### Ремонты
В 1993 году прибыла на предприятие «Звёздочка» для прохождения среднего ремонта и модернизации. Сдаточным подразделением являлся цех № 15. Вывод из цеха состоялся 4 июня 1998 года. Подписание приёмо-сдаточного акта состоялось 25 декабря 1999 года. На церемонии присутствовал генеральный конструктор ЦКБ МТ «Рубин» Сергей Ковалёв.
23 августа 2010 года подводный крейсер вновь ошвартовался у причала ОАО Центр Судоремонта «Звёздочка» «для прохождения ремонта в режиме восстановления техготовности». Судну предстояло пройти заводской ремонт, после чего сроки его эксплуатации были продлены на 5 лет. Но работы были отложены до начала финансирования.
При проведении ремонта в 2011 году было забраковано большое количество оборудования. Это было связано с тем, что предыдущий ремонт проходил в условиях хронического недофинансирования и вместо нового оборудования устанавливалось старое с подлодок, пришедших на утилизацию. К марту 2012 года на корабле были выполнены работы по ремонту корпуса, забортных систем, систем живучести, механизмов и оборудования паропроизводящей установки, других корабельных систем. В апреле подводная лодка была выведена из эллинга для завершения работ по восстановлению технической готовности.
В конце 2012 года возвращёна в боевой состав после модернизации.

## Командиры
1. Русаков Г. И. (1982—1986) первый экипаж.
2. Омельченко Ю. А. (1982—1989) второй экипаж.
3. Сугаков А. И. (1986—1989) первый экипаж.
4. Завьялов Ю. В. (1989—1991) первый экипаж.
5. Гринь Е. Ф. (1989—1993) второй экипаж.
6. Сотник О. Н. (1991-1992) первый экипаж
7. Сиянов С. Г. (1992—1993) первый экипаж.
8. Ручкин В. Н. (1993).
9. Смирнов С. К. (1993—1998).
10. Дурцев Б. И. (1998-04.2000).
11. Банных М. В. (04.2000-04.2003).
12. Домнин С. В. (04.2003-2010-2011?).
13. Цибулько Н. Н. (2010?-2011-2013-2014).
14. Плотников А. А. (2014— н.в.)